# Angustella nigrinota
Angustella nigrinota är en insektsart som beskrevs av Yang och Zhang 1999. Angustella nigrinota ingår i släktet Angustella och familjen dvärgstritar. Inga underarter finns listade i Catalogue of Life.